# HD 1461
HD 1461은 지구에서 고래자리 방향으로 약 76 광년 떨어진 곳에 있는 G형 주계열성이다. 이 별의 질량, 크기, 밝기는 태양과 거의 비슷하다.

## 행성계
2009년 12월 14일 행성 과학자들은 최소한 한 개 이상의 행성이 HD 1461 주위를 돌고 있다고 공식 발표했다.
| 동반 천체 (가까운 천체순) | 질량 (ME)  | 공전주기 (일) | 공전궤도 반지름 (AU) | 이심률    |
| ------------------------- | ---------- | ------------- | -------------------- | --------- |
| b                         | ≥ 8.1±0.7  | 5.7722±0.0011 | 0.063434±0.000008    | 0.04±0.01 |
| c                         | ≥ 22.9±9.8 | 3454±4        | 1.165±0.008          | 0.74±0.13 |
| d                         | ≥ 97±1161  | 5000±90000    | 5±18                 | 0.16±0.29 |

## 같이 보기
- 외계 행성이 확인된 항성 목록